# Caserío Isuntza Goikoa
El Caserío Isuntza Goikoa situado en el municipio de Bérriz (Vizcaya, País Vasco, España) es un edificio representativo de los grandes caseríos barrocos.
Construido en el último tercio del siglo XVII -año 1678-, en entramado y con soportal de acceso, además de por su armoniosa volumetría destaca por la calidad y adecuada disposición de la construcción de sus elementos de arquitectura tales como el cerramiento de mampostería de piedra arenisca separado de la estructura de pilares, los alféizares y sillares de piedra que se incluyen en la fábrica, el soportal de columna toscana y el cerramiento de entramado de madera zunchado con tornapuntas y aplacado con ladrillo macizo. 
El 12 de febrero de 2008 fue declarado Bien de Interés Cultural, con la categoría de Monumento en el Inventario General del Patrimonio Cultural Vasco.

## Descripción
Caserío de planta casi cuadrada de 21 x 21 m, con orientación principal suroeste organizado en cinco crujías transversales y cuatro longitudinales, con inclusión de doce postes enterizos alojados dentro de los muros perimetrales de cerramiento resueltos en piedra arenisca con esquinales de sillar. Dispone de planta baja, primera y planta bajo-cubierta.
La cubierta es de teja canal y estructura de madera a dos aguas y presenta un faldón de remate trasero NE con forma de cola de milano.

### Fachadas
La fachada principal -SW- se resuelve con inclusión de un soportal desplazado a la izquierda del eje central de la misma. El soportal se construye mediante dintel de madera apoyado en sus extremos en los muros de cerramiento y en su centro en una elegante columna de orden toscano. El pavimento del soportal es de tiras de losas de piedra de ancho y largo libres.
A cada lado del soportal, la fachada presenta dos huecos de ventana recercada en piedra sillar. La derecha, incluye un alféizar moldurado, y un dintel que incluye un epígrafe labrado que dice el año de construcción del caserío -1678- y un relieve que representa dos llaves cruzadas enlazadas en su cabeza y dentro de una circunferencia de bolas. En esa parte derecha, aprovechando el desnivel del terreno, se abre una puerta adintelada, recercada de piedra sillar, que sirve de acceso a la planta semisótano, la cual se utiliza como bodega.
En primera planta, así como en planta de bajocubierta, la fachada presenta un entramado de madera formado por montantes o tramones, carreras y tornapuntas -errezumak- conformando paños de fachada cuarteados y con formato apaisado, todos ellos zunchados mediante los largos tornapuntas diagonales y forrados con ladrillo macizo sujeto a los maderos mediante clavos de doble ala. Los siete montantes o pilares que se presentan en fachada reciben las correas de la cubierta, las cuales conforman el alero sobre la fachada mediante un vuelo rigidizado con tornapuntas ensamblados contra cada uno de los referidos pilares. Sobre el entramado, en planta primera, se presentan cinco huecos regulares, enmarcados en madera con piezas verticales ensambladas entre las carreras del entramado. El resto de la fachada, correspondiente al tramo de la bajocubierta, se presenta con huecos alojados en la estructura del entramado, rectangulares y trapezoidales -estos en la parte del hastial de la fachada- ambos sin carpintería. Bajo el alero, se incluyen varias líneas de huecos palomares triangulares.
La fachada NW posee en su parte central dos anejos adosados a distintas alturas. El más alto se cubre mediante una prolongación de la cubierta principal. Los huecos que presenta son tres: uno en el muro de planta baja, recercado en piedra sillar, y dos más en planta primera ubicados en el entramado de cerramiento y enmarcados en madera.
La fachada NE presenta dos adosados que la enmascaran casi por completo, uno de los cuales -el ubicado más al E- sirve como gallinero. Entre ambos, existe un horno de pan. En esta fachada se presentan dos huecos: uno, en la esquina W que aloja el portón de acceso a la cuadra con esquinales y dintel de piedra; el otro, una ventana, recercada en piedra.
La fachada SE es más alta, ello debido al desnivel del terreno en esa parte del edificio, desnivel que permite la existencia de una bodega de forma longitudinal. La bodega presenta una única ventana resuelta en piedra. En el siguiente nivel -nivel de planta baja- esta fachada presenta cinco ventanas y una puerta a la que se accede desde una escalera de piedra adosada a la propia fachada que dispone de dos tramos de peldaños. Las cinco ventanas están resueltas en piedra y cuatro de ellas disponen de alféizares moldurados. A la altura de la primera planta, se disponen, perfectamente alineadas sobre una carrera de madera, cinco ventanas más alojadas en marcos de madera introducidos en el entramado de pilares, carreras y largos tornapuntas del cerramiento de fachada.

### Interior
La estructura interior se apoya sobre zapatas o poyos de piedra sobre el terreno, y se arma mediante doce postes enterizos ensamblados con vigas y tornapuntas mediante uniones del tipo caja-espiga y uniones a cara según perfil de cola de golondrina. Los postes mencionados recogen las correas de la cubierta que, a su vez, sostienen los cabríos y el enlatado o cierre de tablas de madera sobre el que apoyan las tejas.